# Chatrakodihalli, Kolar
Chatrakodihalli là một làng thuộc tehsil Kolar, huyện Kolar, bang Karnataka, Ấn Độ.